# Romejka
A romejka a pontoszi görög nyelv egy, a Trabzon környéki falvak egy csoportjában beszélt nyelvjárása, melyet napjainkban még kb. ötezren beszélnek. Írott változata sincs, így különösen veszélyeztetettnek számít.
Magát a pontoszi görögöt viszont Ukrajnában, Oroszországban, Grúziában, Görögországban és Törökországban, összesen legalább 300 ezren beszélik.
A romejkában archaikus, csak az ógörögre jellemző nyelvtani elemeket találtak a nyelvészek, például még létezik - az ógörögben is megtalálható - főnévi igenév, ami ma minden más görög nyelvjárásból hiányzik.
Feltételezések szerint a romejka azért őrizhette meg az ógörög elemeket, mert a lakosok generációk óta rendkívül elzártan élnek, alig házasodnak saját közösségükön kívül. Népzenéjük is teljesen egyedi. A nyelvet beszélő közösség muszlim hitű, ezért is maradhattak Törökországban a lausanne-i béke után.
Mindezek mellett saját rádióadója van, amely egész nap romejka nyelven sugároz zenét, nemrég monográfia is megjelent róluk törökül, amelyet görögre is lefordítottak.